# Инбар Лави
Инбар Лави (хебр. ענבר לביא; Рамат Ган, 27. октобар 1986) израелска је глумица. Позната је по улози Равиве у МТВ-овој серији Underemployed (2012), Ви у Фоксовој серији Gang Related (2014), Шибе у Фоксовој серији Бекство из затвора (2017), те главној улози Меди у Бравоовој серији Imposters (2017).

## Детињство и образовање
Рођена је и одрасла у Рамат Гану (Тел Авив, Израел). Оба родитеља су јој рођени Израелци; мајка је мароканско-јеврејског порекла, а отац пољско-јеврејског порекла. Као дете, боловала је од астме, па је морала да користи небулајзер око 45 минута дневно. Током овог периода, гледала је филмове и „заљубила се у биоскоп”. Једна од ранијих инспирација био јој је перформанс израелско-америчке глумице Натали Портман у Леону (1994). Други њен узор је била израелска глумица Ајелет Зурер.
Учила је балет и модерни плес у Средњој школи „Кирјат Шарет” у Холону (Тел Авив, Израел). Потом је студирала глуму на Школи глуме „Софи Московиц” у Тел Авиву.

## Глумачка каријера
Године 2004, као 17-годишњакиња, преселила се у Њујорк Сити где је наступала у разним оф-бродвејским продукцијама. После осам месеци, преселила се у Лос Анђелес јер је уз пуну стипендију примљена на Позоришни и филмски институт Лија Страсберга. Међу прве улоге на енглеском језику спада Корделија у продукцији представе Краљ Лир (2006), у којој глуми и и коју је режирао Том Бадал.
Почев од 2009, Лавијева је кренула са низом гостовања у ТВ серијама — међу којима су и Свита, The Closer, Шапат духова, Злочиначки умови, Истражитељи из Мајамија и In Plain Sight. Такође се појавила у неколико филмова, укључујући Tales of an Ancient Empire (2010), Street Kings 2: Motor City (2011) и House of Dust (2013).
Глумила је у телевизијској серији МТВ-а из 2012, Underemployed, играјући улогу Равиве — трудне славољубиве певачице. Вероника „Ви” Дотсен је била у ТВ серији Фокса из 2014, Gang Related. Појавила се и у седмој сезони Синова анархије (2014), као улична проститутка Винсом.
Године 2015, Лавијева се нашла међу главном поставом телевизијске серије мреже Браво, Imposters (под оригиналним називом My So Called Wife), играјући улогу „макијавелијанске преваранткиње и мајсторке прерушавања”; премијера серије је била у фебруару 2017. Играла је повратну улогу високоистренираног изралског војника Равит Бивас, у другој сезони Ти-Ен-Тијеве поморске драме The Last Ship (лето 2015). Године 2016, придружила се наставку серије Бекство из затвора који је емитован у пролеће 2017; добила је улогу јеменске активистиње по имену Шиба.

## Филмографија

### Филм
| Год. | Наслов                             | Улога         | Напомене        |
| ---- | ---------------------------------- | ------------- | --------------- |
| 2008 | Synonymous                         | Шалев         | кратки филм     |
| 2010 | Abelar: Tales of an Ancient Empire | Алана         |                 |
| 2011 | Street Kings 2: Motor City         | Лејла Саливан | direct-to-video |
| 2011 | Getting That Girl                  | Џена Џефрис   |                 |
| 2011 | Underground                        | Лилит Трог    |                 |
| 2012 | For the Love of Money              | Талија        |                 |
| 2013 | House of Dust                      | Ема           |                 |
| 2015 | The Last Witch Hunter              | Сонија        |                 |
| 2017 | Sorry for Your Loss                | Лори          | снима се        |

### Телевизија
| Год. | Наслов                         | Улога                | Напомене                                 |
| ---- | ------------------------------ | -------------------- | ---------------------------------------- |
| 2008 | Privileged                     | Фиона                | еп.: All about Honesty                   |
| 2009 | The Closer                     | Ванеса Алмасијан     | еп.: Maternal Instincts                  |
| 2009 | Entourage                      | Сади                 | еп.: Security Briefs                     |
| 2009 | Ghost Whisperer                | Бријана              | еп.: See No Evil                         |
| 2009 | Criminal Minds                 | Џина Кинг            | еп.: The Performer                       |
| 2009 | Crash                          | Сидни                | еп.: Master of Puppets                   |
| 2010 | CSI: Miami                     | Маја Фарук           | еп.: Dishonor                            |
| 2010 | In Plain Sight                 | Флора Монтеро        | еп.: A Priest Walks into a Bar           |
| 2011 | Charlie's Angels               | Доминик Бери         | еп.: Royal Angels                        |
| 2012 | Immigrants                     | Мири Јекијел         | ТВ филм                                  |
| 2012 | CSI: Crime Scene Investigation | Частити / Хедер Тајл | еп.: Strip Maul                          |
| 2012 | Underemployed                  | Равива               | главна улога, 12 еп.; до 2013.           |
| 2014 | Gang Related                   | Вероника „Ви” Дотсен | главна улога, 13 еп.                     |
| 2014 | Sons of Anarchy                | Винсом               | еп.: Greensleeves, Faith and Despondency |
| 2015 | Castle                         | Фарах Дарваза        | еп.: In Plane Sight                      |
| 2015 | The Last Ship                  | пор. Равит Бивас     | повратна улога, 6 еп.                    |
| 2017 | Imposters                      | Меди                 | главна улога                             |
| 2017 | Prison Break                   | Шиба                 | главна улога                             |
| 2019 | Луцифер                        | Ева                  | 4. сезона                                |